# Катастрофа Ту-124 в Волгограде
Катастрофа Ту-124 в Волгограде — авиационная катастрофа, произошедшая 7 марта 1968 года в аэропорту Волгограда (Гумрак). Авиалайнер Ту-124 Волгоградского ОАО авиакомпании «Аэрофлот» выполнял плановый пассажирский рейс SU-3153 по маршруту Волгоград — Ростов-на-Дону — Одесса, но через несколько секунд после взлёта из Волгоградского аэропорта Гумрак лайнер упал на землю и разрушился. Погиб 1 человек на борту самолёта из 49 — 44 пассажиров и 5 членов экипажа, ещё 4 получили серьёзные ранения.

## Самолёт
Ту-124 с бортовым номером СССР-45019 (заводской — 2350504, серийный — 05-04) был выпущен ХГАПП в 1962 году в варианте с вместимостью салона на 44 пассажира. 2 марта того же года самолёт поступил Главному управлению гражданского воздушного флота, где его направили в Северо-Кавказское УГА. Там он был сперва эксплуатировался в Минераловодском авиаотряде, а в сентябре—октябре 1964 года временно работал в Волгоградском авиаотряде, после чего вновь вернулся в Минераловодский. С октября 1965 года борт 45019 окончательно перешёл в состав Волгоградского отряда. Салон имел пассажировместимость 44 человека. Точных данных о числе лётных часов и посадок данного авиалайнера в период эксплуатации нет.

## Экипаж
Ту-124 пилотировал экипаж из 231-го авиаотряда, состав которого был:
Командир воздушного судна (КВС) — Евгений Батраков
Второй пилот — Георгий Арьков
Штурман — Юрий Борисов
Бормеханик — Павел Баранов
В салоне самолёта работала стюардесса Елена Щегарёва.

## Катастрофа
Ту-124 борт СССР-45019 должен был выполнить рейс 3153 из Волгограда в Одессу с промежуточной посадкой в Ростове-на-Дону. Всего на борту находились 44 пассажира (то есть все места в салоне были заняты) и 5 членов экипажа. Небо над Волгоградом в это время было затянуто тучами с нижней границей 120 метров, видимость составляла 1000 метров, температура воздуха -4 °C, ветер отсутствовал.
В 10:21 Ту-124 начал осуществлять взлёт по магнитному курсу 113°. В момент отрыва при скорости 260 км/ч командир экипажа случайно нажал на гашетку выпуска интерцепторов, расположенную на правом роге штурвала. Так как интерцепторы выпускаются не сразу, а в течение не менее трёх секунд, то самолёт успел оторваться от взлётно-посадочной полосы (ВПП) и, пролетев 100—120 метров, подняться на высоту 3—5 метров, когда аэродинамическое сопротивление резко возросло. Самолёт накренился влево, хотя пилоты этот крен быстро парировали наклоном штурвала вправо, после чего, через 7—8 секунд с момента отрыва, врезался в землю примерно в 1500 метрах от начала полосы и в 23 метрах левее её. После удара авиалайнер протащило полторы сотни метров, прежде чем он остановился в 1640 метрах от начала полосы и в 84 метрах левее её обочины.
У самолёта оторвало крылья, а фюзеляж разорвало на три части. Пожара на месте падения не возникло, так как второй пилот, Арьков Георгий Иванович, за считанные секунды перед ударом убрал подачу топлива в двигатели. Однако была разрушена передняя часть кабины, в результате чего погиб штурман: ударом о штурманский столик ему пробило легкие и сердце. Бортмеханик Баранов и стюардесса Щегарёва сильно не пострадали. Командир Батраков получил травму позвоночника, в результате у него отказали ноги. Остальные отделались лёгкими испугом. Даже младенец, который спал в корзинке, не пострадал. Первым на помощь упавшему самолету подоспел Александр Есиков, водитель аэродромной механизации.

## Причина
Причиной непреднамеренного выпуска интерцепторов, приведшего к катастрофе, по мнению комиссии, стала неудовлетворительная эргономика кабины, в том числе и конструкция расположенного на штурвале переключателя управления интерцепторами.